# Mass Effect 2

## O igri
Mass Effect je akcijska znanstvenofantastična role-playing videoigra koju je razvio BioWare i objavio Electronic Arts. Inačice za Microsoft Windows i Xbox 360 izišle su 26. siječnja 2010., dok je PlayStation 3 verzija izišla 18. siječnja 2011. Mass Effect 2 je drugi nastavak istoimene franšize, nastavak (sequel) prvog Mass Effecta.

## Radnja
Radnja igre odvija se u galaksiji Mliječne staze u 22. stoljeću, dok čovječanstvu prijeti insektoidna vrsta pod imenom Collectors. Igrač preuzima ulogu zapovjednika Sheparda, veteranskog vojnika, koji mora zaslužiti odanost divergentnog tima prikupljenog kako bi porazili neprijatelja u, naizgled, samoubilačkoj misiji. Uz pomoć spremljene igre svoga prethodnika, igrač može na različite načine utjecati na daljnji razvoj priče.
Bioware je za igru promijenio nekoliko gameplay sastavnica, stavivši poseban naglasak na third-person shooter, uključivši ograničeno naoružanje i obnovljivo zdravlje. U suprotnosti s glavnom pričom u fokusu prvog Mass Effecta, programeri su se odlučili na stvaranje radnje u kojoj bi sporedne misije bile jednako vitalne za cjelokupnu igru, imavši veliki tjecaj na glavnu misiju. Skladatelj soundtracka prvotnog Mass Effecta, Jack Wall, vratio se radu i na drugom dijelu trilogije, ovaj put ciljajući na mračniju, zreliju glazbu kako bi do izražaja došao ugođaj igre. Mass Effect 2 također je uključivao mnoštvo DLC - ova (downloadable content, hrv. sadržaj dostupan za skidanje s interneta), izdavanih u razdoblju od siječnja 2010. do svibnja 2011. Sadržaji su se kretali od novih odijela, pa do potpuno novih misija, paralelnih s radnjom igre. Neki od istaknutijih su Overlord, Lair of the Shadow Broker, te Arrival.

## Uspjesi i nagrade
Mass Effect 2 bio je komercijalni uspjeh, dobivši mnoštvo pohvala od kritičara. Na web stranicama GameRankings i Metacritic, Xbox 360 verzija ima prosječan rezultat od 95.77%. Kritičari su pohvalili mnogo aspekata unutar igre, uključujući interaktivnu priču, karakterizaciju, te borbu. S druge strane, nekolicina recenzenata nije bila oduševljena pojednostavljenim gameplayom. Igra je također dobitnica mnogih nagrada, poput Nagrade za igru godine na 14. Annual Interactive Achievement Awards, te one za najbolju igru na British Academy of Film and Television Arts Awards 2011. Njezin nastavak, Mass Effect 3, izašao je 2012.